# Mendahara Ilir
Mendahara Ilir is een bestuurslaag in het regentschap Tanjung Jabung Timur van de provincie Jambi, Indonesië. Mendahara Ilir telt 6919 inwoners (volkstelling 2010).